# Dicky Zulkarnaen
Dicky Zulkarnaen, właśc. Iskandar Zulkarnaen (ur. 12 października 1939 w Batavii, zm. 10 marca 1995 w Dżakarcie) – indonezyjski aktor filmowy.
Swoją karierę filmową rozpoczął w 1960 roku. Zasłynął rolą Si Pitunga w filmie o tym samym tytule (1970). W 1973 r. otrzymał nagrodę Citra (Festival Film Indonesia) za rolę w filmie Pemberang (1972), w kategorii najlepszy aktor drugoplanowy.
Mąż aktorki Mieke Wijayi. Córka Nia Zulkarnaen to również aktorka.